# Ach wie flüchtig, ach wie nichtig, BWV 26
Ach wie flüchtig, ach wie nichtig, BWV 26 (Oh, com n'és de fugaç i vana), és una cantata religiosa de Johann Sebastian Bach per al vint-i-quatrè diumenge després de la Trinitat, estrenada a Leipzig el 19 de novembre de 1724.

## Origen i context
D'autor anònim, empra la primera i l'última estrofa de l'himne del mateix títol de Michael Franck (1652) per als números 1 i 6 de la cantata, mentre que els altres quatre números són d'elaboració lliure. Quan al mes de novembre, l'any litúrgic arriba als darrers diumenges i l'any es va acabant, es parla molt més de la inconsistència de la condició humana, l'efímer de la vida i la rapidesa del seu pas. Té una relació llunyana amb l'evangeli (Mateu 9, 18-26) que narra la resurrecció de la filla de Jaire, la idea que es transmet és que Jesús com a Senyor de la vida i la mort, ressuscitarà els bons cristians, i que dipositar la confiança en els tresors terrenals és una pura vanitat, davant de l'esperança de la resurrecció. Per a aquest diumenge només es conserva una altra cantata, la BWV 60.

## Anàlisi
Obra escrita per a soprano, contralt, tenor, baix i cor; trompa, flauta de bec, tres oboès, corda i baix continu. Consta de sis números.
1. Cor: Ach wie flüchtig, ach wie nichtig  (Oh, com n'és de fugaç i vana)
2. Ària (tenor):  So schnell ein rauschend Wasser schießt  (Tan ràpid com l'aigua)
3. Recitatiu (contralt):  Die Freude wird zur Traurigkeit (L'alegria esdevé tristor)
4. Ària (baix):  An irdische Schätze das Herze zu hängen  (Lligar el Cor a les riqueses terrenals)
5. Recitatiu (soprano):  Die höchste Herrlichkeit und Pracht (La més gran pompa i fastuositat)
6. Coral:  Ach wie flüchtig, ach wie nichtig (Oh, com n'és de fugaç i vana)

El cor inicial és esplèndid, amb una gran força i un caràcter polifònic; la imatge d'allò fugisser i efímer de la vida, s'expressa en unes ràfegues d'escales que recorden el passar del vent; per sobre el soprano reforçat amb la trompa, canta la melodia del coral, mentre que les altres veus canten en ràfegues violentes. Els passatges ràpids de l'ària de tenor següent, tenen el mateix sentit, descriuen el fluir esbojarrat de la vida com ho fan les aigües dels torrents, el tenor vocalitza les paraules que indiquen rapidesa, schnel i eilen. El recitatiu de contralt, número 3, arrenca amb una vocalització àmplia i ràpida sobre la paraula fraude (alegria), bastant habitual en les obres de Bach. Al número 4, una ària de baix, la relació amb el text és una mica diferent, ja que té un ritme de dansa, de bourré o borreia en concret, que evidencia els perills de la seducció del món insensat, el costat fosc de la diversió, simbolitzades pel ball, que s'accentuen per unes escales descendents molt ràpides. Un recitatiu secco de soprano fa la transició al número final on se sent a cappella el coral que protagonitza la cantata. Té una durada aproximada d'un quart d'hora.

## Discografia seleccionada
- J.S. Bach: Das Kantatenwerk. Sacred Cantatas Vol. 2. Nikolaus Harnoncourt, Wiener Sängerknaben & Chorus Viennensis, Hans Gillesberger (director del cor), Concentus Musicus Wien, Kurt Equiluz, Paul Esswood, Siegmund Nimsgern. (Teldec), 1994.
- J.S. Bach: The complete live recordings from the Bach Cantata Pilgrimage. CD 7: Romsey Abbey, Hampshire; 30 de gener de 2000. John Eliot Gardiner, Monteverdi Choir, English Baroque Soloists, Joanne Lunn, William Towers, Paul Agnew, Peter Harvey. (Soli Deo Gloria), 2013.
- J.S. Bach: Complete Cantatas Vol. 14 . Ton Koopman, Amsterdam Baroque Orchestra & Choir, Lisa Larson, Annette Markert, Christoph Prégardien, Klaus Mertens. (Challenge Classics), 2009.
- J.S. Bach: Cantatas Vol. 28. Masaaki Suzuki, Bach Collegium Japan, Yukari Nonoshita, Robin Blaze, Makoto Sakurada, Peter Kooij. (BIS), 2004.
- J. S. Bach: Church Cantatas Vol. 8. Helmuth Rilling, Gächinger Kantorei, Bach-Collegium Stuttgart, Arleen Augér, Doris Soffel, Adalbert Kraus, Philippe Huttenlocher. (Hänssler), 1999.
- J. S. Bach: Kantaten/Cantatas BWV 80, BWV 26, BWV 116. Karl Richter, Münchener Bach-Chor, Münchener Bach-Orchester, Edith Mathis, Trudeliese Schmidt, Peter Schreier, Dietrich Fischer-Dieskau. (Archiv Produktion), 1978.